# Rasmus Thelander
Rasmus Thelander (Koppenhága, 1991. július 9. –) dán korosztályos válogatott labdarúgó, az Aalborg játékosa.

## Pályafutása

### Klubcsapatokban
A Herlev és az Akademisk korosztályos csapataiban nevelkedett, majd az utóbbiban lett profi játékos. 2012 nyarán kétéves szerződést kötött az Aalborg csapatával. A 2014-es Dán labdarúgókupa-döntőjében két gólt lőtt a København csapatának.
2015. július 2-án a görög Panathinaikósz csapatával kötött szerződést. 2017. augusztus 15-én a svájci Zürich szerződtette. 2018. május 17-én jelentette be, hogy hároméves szerződést írt alá a holland Vitesse csapatával. 2019. augusztus 22-én visszatért az Aalborg csapatához.
2022. június 23-án a magyar Ferencváros játékosa lett. Három bajnoki, egy kupa- és három Bajnokok Ligája-selejtező mérkőzésen lépett pályára. A Ferencváros 2022. november 18-án jelentette be, hogy a játékossal, annak kérésére, szerződés bontott. A játékos felesége egészségi problémái miatt kérte a kontraktus felbontását. Ugyanezen a napon négy évre aláírt volt csapatához az Aalborghoz.

### A válogatottban
Többszörös korosztályos válogatott.

## Sikerei, díjai
Aalborg
- Dán bajnok: 2013–14
- Dán kupa: 2014

 Zürich
- Svájci kupa: 2017–18